# إبراهيم خليل عياد
إبراهيم خليل عيّاد (1930 - 2 فبراير 2003) شاعر فلسطيني. ولد في سلواد برام الله. درس فيها ثم في الأردن. التحق بكلية الآداب، قسم اللغة العربية في جامعة دمشق وانقطع بعد السنة الثالثة. عمل مدرّسًا للغة العربية في ثانويات الأردن نحوًا من أربعين عامًا حتى سن التقاعد في 1990. اتسمت قصائده بالوطنية واصدر ديوانين شعريين وكان يعرف باسم أبو نهرو. توفي في عَمّان.

## سيرته
ولد إبراهيم خليل إبراهيم عيَّاد سنة 1348 هـ/ 1930 م في سلواد برام الله، فلسطين الانتدابية. أنهى الثانوية فيها سنة 1349، والثانوية العامة في الأردن 1962. التحق بقسم اللغة العربية بكلية الآداب بجامعة دمشق ولكنه توقف عن التحصيل الجامعي في السنة الثالثة لظروف خاصة. عمل مدرّسًا للغة العربية وآدابها في مدارس التربية والتعليم الأردنية للمرحلتين الإلزامية والثانوية لمدة ثلاثين عامًا ثم مدرّسًا بمدرسة الروم الكاثوليك الخاصة لمدة عشر سنوات إلى أن تقاعد في سنة 1990. كتب الشعر ونشره مبكراً في الصحف والمجلات الأردنية وكان يعرف باسم أبو نهرو كما شارك في العديد من الملتقيات الشعرية والنشاطات النقابية.

توفي إبراهيم يوم 2 شباط / فبراير 2003 / 1 ذو الحجة 1423 في عَمّان.

## مؤلفاته
- جراح وآمال، 1992.
- من مخاض إلى آمال، 1998.

## وصلات خارجية
- معجم البابطين - الحلقة (25)إبراهيم خليل عياد